# العلاقات الإسواتينية الجورجية
العلاقات الإسواتينية الجورجية هي العلاقات الثنائية التي تجمع بين إسواتيني وجورجيا.

## مقارنة بين البلدين
هذه مقارنة عامة ومرجعية للدولتين:
| وجه المقارنة                                              | إسواتيني                                   | جورجيا                          |
| --------------------------------------------------------- | ------------------------------------------ | ------------------------------- |
| المساحة (كم2)                                             | 17.36 ألف                                  | 69.70 ألف                       |
| عدد السكان (نسمة)                                         | 1.37 مليون                                 | 3.72 مليون                      |
| الكثافة السكانية (ن./كم²)                                 | 78.92                                      | 53.37                           |
| العاصمة                                                   | لوبامبا، مبابان                            | تبليسي، كوتايسي                 |
| اللغة الرسمية                                             | لغة إنجليزية، لغة سوازي                    | اللغة الجورجية، اللغة الأبخازية |
| العملة                                                    | ليلانغيني سوازيلندي                        | لاري جورجي                      |
| الناتج المحلي الإجمالي (بليون دولار)                      | 4.41 مليار                                 | 15.16 مليار                     |
| الناتج المحلي الإجمالي (تعادل القوة الشرائية) بليون دولار | 11.13 مليار                                | 35.68 مليار                     |
| الناتج المحلي الإجمالي الاسمي للفرد دولار أمريكي          | 3.20 ألف                                   | 3.79 ألف                        |
| الناتج المحلي الإجمالي للفرد دولار أمريكي                 | 8.29 ألف                                   |                                 |
| مؤشر التنمية البشرية                                      | 0.531                                      | 0.754                           |
| رمز المكالمات الدولي                                      | +268                                       | +995                            |
| رمز الإنترنت                                              | .sz                                        | .ge، .გე ‏                       |
| المنطقة الزمنية                                           | التوقيت القياسي لجنوب أفريقيا، ت ع م+02:00 | ت ع م+04:00                     |

## منظمات دولية مشتركة
يشترك البلدان في عضوية مجموعة من المنظمات الدولية، منها:
| علم المنظمة | اسم المنظمة                   | تاريخ انضمام إسواتيني | تاريخ انضمام جورجيا |
| ----------- | ----------------------------- | --------------------- | ------------------- |
|             | يونسكو                        | 25 يناير 1978         | 7 أكتوبر 1992       |
|             | مؤسسة التمويل الدولية         | 22 سبتمبر 1969        | 29 يونيو 1995       |
|             | مؤسسة التنمية الدولية         | 22 سبتمبر 1969        | 31 أغسطس 1993       |
|             | منظمة التجارة العالمية        | ?                     | 14 يونيو 2000       |
|             | الاتحاد البريدي العالمي       | ?                     | ?                   |
|             | الاتحاد الدولي للاتصالات      | 11 نوفمبر 1970        | 7 يناير 1993        |
|             | الأمم المتحدة                 | 24 سبتمبر 1968        | 31 يوليو 1992       |
|             | البنك الدولي للإنشاء والتعمير | 22 سبتمبر 1969        | 7 أغسطس 1992        |

## وصلات خارجية
- موقع وزارة الخارجية الجورجية